# Olga Domènech i Morales
Olga Domènech Morales (Sabadell, 21 de setembre de 1988) ha estat una jugadora de waterpolo catalana.
Membre del CN Sabadell, va desenvolupar gran part de la seva trajectòria esportiva amb aquest club, amb el qual guanyà cinc Eurolligues femenines, tres Supercopes d'Europa, catorze Ligues espanyoles, tretze Copes de la Reina, deu Supercopes d'Espanya i deu Copes de Catalunya.
Capitana de l'equip des de la temporada 2009-10, va fitxar pel CN Terrassa el juny de 2019. Amb la selecció espanyola, ha sigut internacional en disset ocasions, destacant la seva participació en el Campionat d'Europa de 2006, el Campionat del Món de 2009 i a la Lliga mundial de waterpolo. Entre d'altres distincions, el 2009 va rebre la medalla de bronze de serveis distingits de la Reial Federació Espanyola de Natació.
A causa de l'aturada de les competicions esportives per la pandèmia per coronavirus de 2020, va donar suport en les tasques d'infermeria a l'Hospital Taulí de Sabadell.
Es va retirar de l'esport competitiu en la temporada 2021-2022.

## Palmarès
- 5 Eurolliga femenina de la LEN: 2010-11, 2012-13, 2013-14, 2015-16, 2018-19
- 3 Supercopa d'Europa de waterpolo femenina: 2013-14, 2014-15, 2016-17
- 14 Lliga espanyola de waterpolo femenina: 2003-04, 2004-05, 2006-07, 2007-08, 2008-09, 2010-11, 2011-12, 2012-13, 2013-14, 2014-15, 2015-16, 2016-17, 2017-18, 2018-19
- 13 Copa espanyola de waterpolo femenina: 2003-04, 2004-05, 2007-08, 2008-09, 2009-10, 2010-11, 2011-12, 2012-13, 2013-14, 2014-15, 2016-17, 2017-18, 2018-19
- 10 Supercopa espanyola de waterpolo femenina: 2009-10, 2010-11, 2011-12, 2012-13, 2013-14, 2014-15, 2015-16, 2016-17, 2017-18, 2018-19
- 10 Copa Catalunya de waterpolo femenina: 2009-10, 2010-11, 2011-12, 2012-13, 2013-14, 2014-15, 2015-16, 2016-17, 2017-18, 2018-19